# Волосовка (приток Амшанки)
Волосовка — река в Пронском и Михайловском районах Рязанской области, правый приток реки Амшанки.

## География
Река Волосовка берёт начало у деревни Елизаветино. Течёт на восток. Устье реки находится у деревни 1-й Каменный хутор в 600 м по правому берегу реки Амшанка. Длина реки составляет 16 км, площадь водосборного бассейна — 38,5 км².

### Населённые пункты от истока к устью
- Елизаветино
- Грязное
- Волосовка
- Посёлок центрального отделения совхоза имени Ильича
- Феняево
- Фёдоровка
- 1-й Каменный хутор

### Притоки
- Грязная

## Данные водного реестра
По данным государственного водного реестра России, относится к Окскому бассейновому округу, водохозяйственный участок реки — Проня от истока до устья, речной подбассейн реки — бассейны притоков Оки до впадения Мокши. Речной бассейн реки — Ока.